# Woskressenskoje (Nischni Nowgorod, Woskressenski)
Woskressenskoje (russisch Воскресе́нское) ist eine Siedlung städtischen Typs in der Oblast Nischni Nowgorod in Russland mit 6185 Einwohnern (Stand 14. Oktober 2010).

## Geographie
Der Ort liegt gut 100 km Luftlinie nordöstlich des Oblastverwaltungszentrums Nischni Nowgorod am rechten Ufer der Wetluga.
Woskressenskoje ist Verwaltungszentrum des Rajons Woskressenski. Es ist Sitz der Stadtgemeinde (gorodskoje posselenije) Rabotschi possjolok Woskressenskoje, zu der außerdem die Siedlungen Kalinicha (2 km südlich) und Possjolok imeni Michejewa (6 km südöstlich am linken Wetluga-Ufer) gehören, sowie der Landgemeinde Kapustichinski selsowet mit elf umliegenden Dörfern, zu der aber die Siedlung selbst nicht gehört.

## Geschichte
Der Ort wurde erstmals 1614 als Dorf Iljinskoje urkundlich erwähnt. Ab Ende des 18. Jahrhunderts gehörte der Ort als Sitz einer Wolost – bereits unter der heutigen Bezeichnung nach der örtlichen Auferstehungskirche (von russisch Woskressenije für „(Christi) Auferstehung“) – zum Ujesd Makarjew des Gouvernements Nischni Nowgorod.
1929 wurde Woskressenskoje Verwaltungssitz eines neu geschaffenen, nach ihm benannten Rajons. Seit 1961 besitzt der Ort den Status einer Siedlung städtischen Typs.

### Bevölkerungsentwicklung
| Jahr | Einwohner |
| ---- | --------- |
| 1897 | 1562      |
| 1939 | 2850      |
| 1959 | 4627      |
| 1970 | 6286      |
| 1979 | 5389      |
| 1989 | 6200      |
| 2002 | 6362      |
| 2010 | 6185      |

Anmerkung: Volkszählungsdaten

## Verkehr
Durch Woskressenskoje verläuft die Regionalstraße 22K-0018, die knapp 30 km westlich von der 22R-0159 Nischni Nowgorod – Schachunja –  Oblast Kirow (Richtung Jaransk) abzweigt und von der Siedlung dem rechten Ufer der Wetluga hinab zur Grenze der Republik Mari El folgt, dort weiter in Richtung Jurino am linken Wolga-Ufer. In nördlicher Richtung zweigt die 22K-0019 ab, überquert oberhalb von Woskressenskoje die Wetluga un führt ebenfalls zur 22R-0159 unweit des nördlich benachbarten Rajonzentrums Krasnyje Baki. Über diese ist nächstgelegene Bahnstation Wetluschskaja bei der gut 40 km nördlich gelegenen Siedlung Wetluschski an der Strecke Moskau – Nischni Nowgorod – Kotelnitsch erreichbar.